# Старопанский переулок
Старопа́нский переу́лок — небольшая старинная московская улица в Китай-городе между Большим Черкасским переулком и Биржевой площадью. Относится к Тверскому району. В переулке стоит церковь Косьмы и Дамиана в Старых Панех.

## История

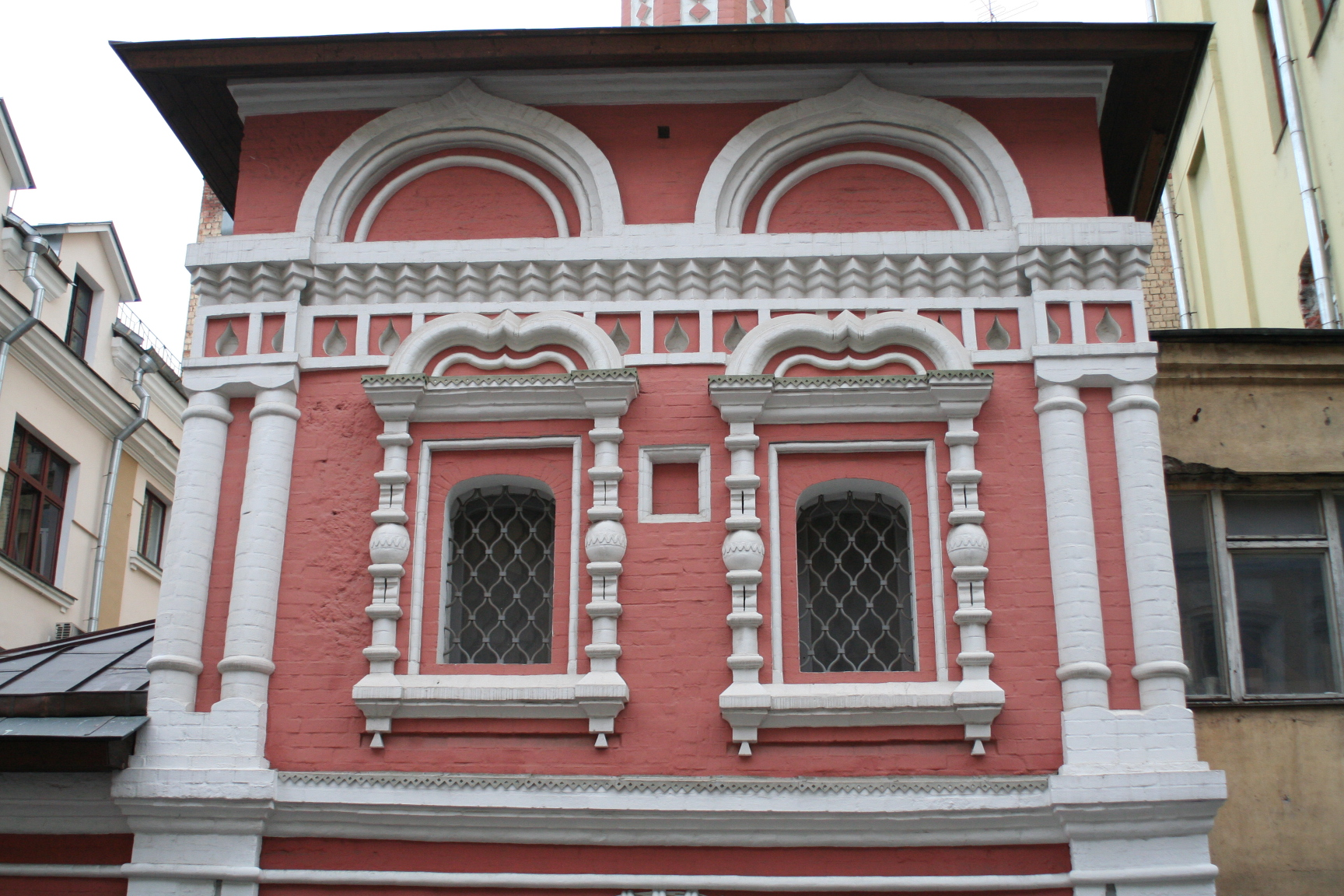
Фронтон церкви Косьмы и Дамиана

Современное название получил в 1922 году по местности Старые Паны, в которой находился польский (панский) двор, известный по документам с 1508 года. Прежнее название — Космодамианский переулок — носил с XVIII века по церкви Космы и Дамиана в Старых Панех (известна с XVI века).

## Описание
Старопанский переулок начинается от Богоявленского переулка и Биржевой площади, проходит на северо-восток параллельно Ильинке до Большого Черкасского переулка.

## Примечательные здания и сооружения

### По нечётной стороне
- № 1/5 — Доходный дом Товарищества Даниловской мануфактуры, в нижних двух этажах которого размещались магазины (1877—1878, архитектор М. П. Степанов)[3]. Ценный градоформирующий объект.[4] В середине XVIII века на этом месте находился дом с питейным заведением и лавками купца И. Ф. Карунина.[2] В советское и постсоветское время, до расселения, в здании располагались Институт истории естествознания и техники им. С. И. Вавилова, журнал «Науковедение», издательство «Русский язык» и другие учреждения.[4] В 2003 году вышло Распоряжение Правительства Москвы «О строительстве и реконструкции гостинично-делового комплекса» с подземным гаражом по этому и смежному (Богоявленский переулок, 3) адресам, а также об утверждении инвестором ЗАО «Квартал». Город в лице Департамента имущества получал более половины собственности в будущем «комплексе». В 2009 году правительство Юрия Лужкова отказало дому в охранном статусе. Дом был расселен и надолго запустел; работы так и не начались. В 2016 году правительство Сергея Собянина утвердило проект реконструкции, в котором подтверждается перекрытие двора с надстройкой мансардного этажа вместо чердака.[4] Дом внесён в Красную книгу Архнадзора (электронный каталог объектов недвижимого культурного наследия Москвы, находящихся под угрозой), номинация — реконструкция[4];
- № 3 — комплекс строений Носовского подворья:
  - № 3, стр. 1 — торговое здание (1860-е, 1887, 1891, архитекторы Н. В. Никитин, В. Г. Залесский, М. И. Никифоров), в настоящее время — консультативно-диагностическая поликлиника при Управлении делами Президента РФ. Объект культурного наследия регионального значения[3][5].
  - № 3, стр. 2 — торговое здание (1880-е, архитектор В. Г. Залесский[2])
  - № 3, стр. 3, 4 — торговое здание (1880-е, архитектор В. Г. Залесский), ныне — Центральный совет Всероссийского общества охраны природы[2]
- № 5, стр. 1 — Торговый дом «Аршинов и К°» (1899—1900, архитектор Ф. О. Шехтель[2][5]), в настоящее время — издательство «Воздушный транспорт»;
- № 7/6, стр. 1, 2 — Дом доходный М. А. Александрова (1898—1899, архитектор А. В. Иванов), ценный градоформирующий объект[3].

### По чётной стороне
- № 2/1 — Банкирский дом братьев Рябушинских и Главная контора Товарищества мануфактур П. М. Рябушинского с сыновьями (1903—1904, 1908, архитектор Ф. О. Шехтель; надстроено шестым этажом в 1911—1913 гг. по проекту арх. А. В. Кузнецова). Располагается на месте части Шеинова двора, крупной усадьбы, в 1620—1630-е гг. принадлежавшей М. Б. Шеину.[2]
- № 4 — Дом доходный храма Косьмы и Дамиана с магазинами и церковной библиотекой (1890-е, архитектор А. Н. Стратилатов; 1911—1912, архитектор П. П. Висневский), ценный градоформирующий объект[3]
- № 4, стр. 1 — Здание Промбанка (конец 1920-х), ценный градоформирующий объект[3]
- № 4, стр. 2 — Церковь Косьмы и Дамиана в Старых Панех, объект культурного наследия федерального значения[3]
- № 6/8 — Гостиница — Доходный дом Н. Я. Лопатина (1874, архитектор Н. В. Никитин), ценный градоформирующий объект[3]. В доме жил скульптор А. М. Измалков (мемориальная доска)[6].